# Macrobrachium lamarrei
Macrobrachium lamarrei är en kräftdjursart som först beskrevs av H. Milne-Edwards 1837.  Macrobrachium lamarrei ingår i släktet Macrobrachium och familjen Palaemonidae.

## Underarter
Arten delas in i följande underarter:
- M. l. lamarrei
- M. l. lamarroides

## Bildgalleri

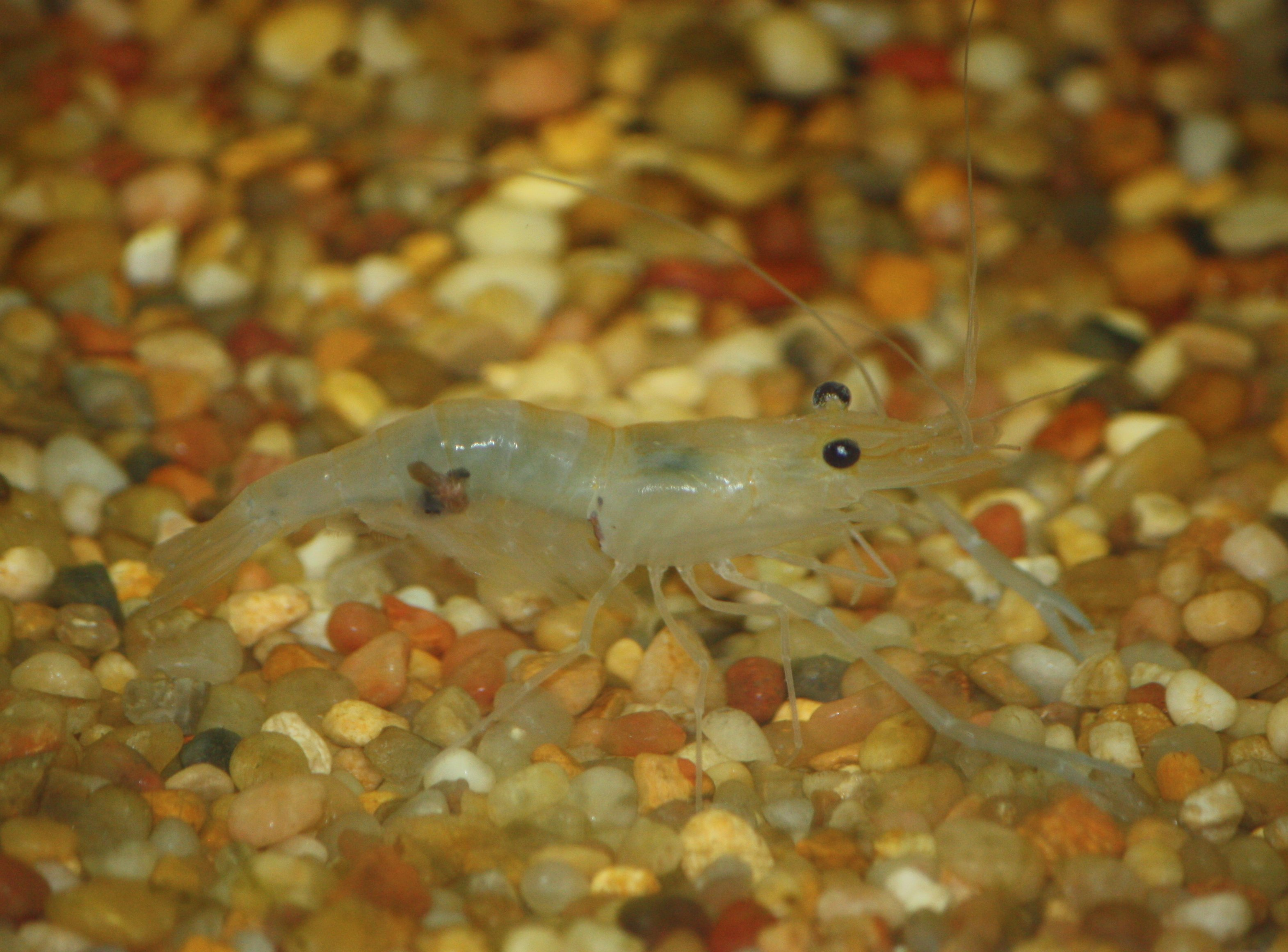